# Coupe du monde masculine de hockey sur gazon 2014
Navigation
Édition précédente Édition suivante
La Coupe du monde de hockey sur gazon masculin 2014 se déroule du 31 mai au 15 juin 2014 à La Haye aux Pays-Bas.

## Équipes qualifiées
En marge de la World League, les 3 premiers de chaque "World League Semi-Final" sont qualifiés, les champions continentaux et le pays hôte les rejoignent.
| Dates                      | Événement                        | Lieu        | Pays qualifiés                         |
| -------------------------- | -------------------------------- | ----------- | -------------------------------------- |
|                            | Pays hôte                        |             | Pays-Bas                               |
| 13-23 juin 2013            | World League 2012-2014           | Rotterdam   | Belgique Nouvelle-Zélande Espagne Inde |
| 29 juin-7 juillet 2013     | World League 2012-2014           | Johor Bahru | Angleterre Malaisie                    |
| 10-17 août 2013            | Coupe de l'Amérique 2013         | Brampton    | Argentine                              |
| 17-25 août 2013            | Championnat d'Europe 2013        | Boom        | Allemagne                              |
| 24 août-1er septembre 2013 | Coupe d'Asie 2013                | Ipoh        | Corée du Sud                           |
| 18-23 novembre             | Coupe d'Afrique des nations 2013 | Nairobi     | Afrique du Sud                         |
| 28 octobre-3 novembre      | Coupe d'Océanie 2013             | Statford    | Australie                              |

## Phase de poules
| Poule A        | Poule B              |
| -------------- | -------------------- |
| Australie (1)  | Allemagne (2)        |
| Angleterre (4) | Pays-Bas (3)         |
| Belgique (5)   | Nouvelle-Zélande (6) |
| Inde (8)       | Corée du Sud (7)     |
| Espagne (10)   | Argentine (11)       |
| Malaisie (13)  | Afrique du Sud (12)  |

### Poule A
qualifié pour les demi-finales
| Rang | Équipe     | Pts | J | V | N | P | BP | BC | Diff |
| ---- | ---------- | --- | - | - | - | - | -- | -- | ---- |
| 1    | Australie  | 15  | 5 | 5 | 0 | 0 | 19 | 1  | +18  |
| 2    | Angleterre | 10  | 5 | 3 | 1 | 1 | 8  | 9  | -1   |
| 3    | Belgique   | 9   | 5 | 3 | 0 | 2 | 17 | 12 | +5   |
| 4    | Espagne    | 5   | 5 | 1 | 2 | 2 | 9  | 12 | -3   |
| 5    | Inde       | 4   | 5 | 1 | 1 | 3 | 7  | 12 | -5   |
| 6    | Malaisie   | 0   | 5 | 0 | 0 | 5 | 6  | 20 | -14  |

- Tous les horaires de matchs sont données à l'horaire local

| 31 mai  | Australie                                 | 4 - 0   | Malaisie | Kyocera Stadion                        |                                        |
| 10 h 30 | Turner 25, 54e · Ockenden 50e · Dwyer 52e | (1 - 0) |          | Arbitrage : Roel van Eert Kim Hong-lae | Arbitrage : Roel van Eert Kim Hong-lae |
| 10 h 30 | Hayward 24e · Whetton 50e                 | Rapport |          | Arbitrage : Roel van Eert Kim Hong-lae | Arbitrage : Roel van Eert Kim Hong-lae |

| 31 mai  | Belgique                                  | 3 - 2   | Inde                        | Kyocera Stadion                       |                                       |
| 16 h 00 | van Aubel 34e · Gougnard 56e · Dohmen 70e | (1 - 0) | Mandeep 45e · Akashdeep 50e | Arbitrage : John Wright Nathan Stagno | Arbitrage : John Wright Nathan Stagno |
| 16 h 00 |                                           | Rapport | Kangujam 32e                | Arbitrage : John Wright Nathan Stagno | Arbitrage : John Wright Nathan Stagno |

| 31 mai  | Angleterre | 1 - 1   | Espagne                       | GreenFields Stadium                        |                                            |
| 17 h 30 | Brogdon 6e | (1 - 0) | Tubau 37e                     | Arbitrage : Christian Blasch Gary Simmonds | Arbitrage : Christian Blasch Gary Simmonds |
| 17 h 30 | Catlin 33e | Rapport | R. Alegre 27e · D. Alegre 59e | Arbitrage : Christian Blasch Gary Simmonds | Arbitrage : Christian Blasch Gary Simmonds |

| 2 juin  | Australie                            | 3 - 0   | Espagne                    | Kyocera Stadion                         |                                         |
| 13 h 00 | Deavin 2e · Knowles 10e · Govers 33e | (3 - 0) |                            | Arbitrage : Simon Taylor Marcin Grochal | Arbitrage : Simon Taylor Marcin Grochal |
| 13 h 00 | Ciriello 43e                         | Rapport | Freixa 57e · D. Alegre 59e | Arbitrage : Simon Taylor Marcin Grochal | Arbitrage : Simon Taylor Marcin Grochal |

| 2 juin  | Angleterre                  | 2 - 1   | Inde          | Kyocera Stadion                                |                                                |
| 16 h 00 | Gleghorne 27e · Mantell 70e | (1 - 1) | Dharamvir 30e | Arbitrage : Martin Madden Germán Montes de Oca | Arbitrage : Martin Madden Germán Montes de Oca |
| 16 h 00 | Jackson 47e                 | Rapport | Singh 49e     | Arbitrage : Martin Madden Germán Montes de Oca | Arbitrage : Martin Madden Germán Montes de Oca |

| 2 juin  | Malaisie    | 2 - 6   | Belgique                                       | GreenFields Stadium                           |                                               |
| 17 h 30 | Razie 5,15e | (2 - 3) | Boon 14, 23, 31, 45e · Cosyns 37e · Dohmen 56e | Arbitrage : Gary Simmonds Roderick Wijsmuller | Arbitrage : Gary Simmonds Roderick Wijsmuller |
| 17 h 30 |             | Rapport | de Saedeleer 18e                               | Arbitrage : Gary Simmonds Roderick Wijsmuller | Arbitrage : Gary Simmonds Roderick Wijsmuller |

| 5 juin  | Malaisie                 | 0 - 2   | Angleterre                 | Kyocera Stadion                      |                                      |
| 13 h 00 |                          | (0 - 1) | Gleghorne 4e · Jackson 67e | Arbitrage : John Wright Kim Hong-lae | Arbitrage : John Wright Kim Hong-lae |
| 13 h 00 | Jamaluddin 9e · Jali 46e | Rapport | Lewers 58e                 | Arbitrage : John Wright Kim Hong-lae | Arbitrage : John Wright Kim Hong-lae |

| 5 juin  | Belgique                               | 1 - 3   | Australie                               | Kyocera Stadion                                   |                                                   |
| 16 h 00 | Dockier 46e                            | (0 - 2) | Ciriello 7e · Whetton 9e · Ockenden 36e | Arbitrage : Christian Blasch Germán Montes de Oca | Arbitrage : Christian Blasch Germán Montes de Oca |
| 16 h 00 | Reckinger 12e · Dockier 47e · Boon 65e | Rapport | Turner 12e                              | Arbitrage : Christian Blasch Germán Montes de Oca | Arbitrage : Christian Blasch Germán Montes de Oca |

| 5 juin  | Inde         | 1 - 1   | Espagne    | GreenFields Stadium                    |                                        |
| 17 h 30 | R. Singh 28e | (1 - 1) | Ruiz 34e   | Arbitrage : Roel van Eert Simon Taylor | Arbitrage : Roel van Eert Simon Taylor |
| 17 h 30 |              | Rapport | Freixa 29e | Arbitrage : Roel van Eert Simon Taylor | Arbitrage : Roel van Eert Simon Taylor |

| 7 juin  | Espagne                                 | 2 - 5   | Belgique                                                         | Kyocera Stadion                                   |                                                   |
| 13 h 00 | Tubau 58e · Freixa 66e                  | (0 - 3) | Cosyns 13, 38e · de Saedeleer 16e · Stockbroekx 34e · Dohmen 47e | Arbitrage : Christian Blasch Germán Montes de Oca | Arbitrage : Christian Blasch Germán Montes de Oca |
| 13 h 00 | Delàs 7e 50e · Freixa 18e · Enrique 31e | Rapport | Charlier 17e · Reckinger 18e · van Strydonck 50e                 | Arbitrage : Christian Blasch Germán Montes de Oca | Arbitrage : Christian Blasch Germán Montes de Oca |

| 7 juin  | Inde                            | 3 - 2   | Malaisie              | GreenFields Stadium                          |                                              |
| 14 h 30 | J. Singh 14e · A. Singh 49, 51e | (1 - 0) | Razie 46e · Jalil 61e | Arbitrage : Roderick Wijsmuller Simon Taylor | Arbitrage : Roderick Wijsmuller Simon Taylor |
| 14 h 30 | Rapport                         |         |                       | Arbitrage : Roderick Wijsmuller Simon Taylor | Arbitrage : Roderick Wijsmuller Simon Taylor |

| 7 juin  | Angleterre | 0 - 5   | Australie                                                        | Kyocera Stadion                         |                                         |
| 16 h 00 |            | (0 - 4) | Gohdes 1e · de Young 13e · Dwyer 29e · Govers 35e · Zalewski 38e | Arbitrage : Gary Simmonds Roel van Eert | Arbitrage : Gary Simmonds Roel van Eert |
| 16 h 00 |            | Rapport | Whetton 30e                                                      | Arbitrage : Gary Simmonds Roel van Eert | Arbitrage : Gary Simmonds Roel van Eert |

| 9 juin  | Australie                                  | 4 - 0   | Inde                      | Kyocera Stadion                             |                                             |
| 13 h 00 | Govers 3e · Ciriello 16, 22e · Hayward 20e | (4 - 0) |                           | Arbitrage : John Wright Roderick Wijsmuller | Arbitrage : John Wright Roderick Wijsmuller |
| 13 h 00 | Hammond 40e                                | Rapport | Vokkaliga Ramachandra 22e | Arbitrage : John Wright Roderick Wijsmuller | Arbitrage : John Wright Roderick Wijsmuller |

| 9 juin  | Espagne                                                 | 5 - 2   | Malaisie                               | GreenFields Stadium                  |                                      |
| 14 h 30 | Dabanch 13, 46e · Salles 33e · Freixa 37e · Enrique 69e | (2 - 1) | Tengku 24e · Fi. Saari 51e             | Arbitrage : Adam Kearns Kim Hong-lae | Arbitrage : Adam Kearns Kim Hong-lae |
| 14 h 30 | Dabanch 23e · D. Alegre 30e                             | Rapport | Saari 30e · Abd Rahim 33e · Misron 53e | Arbitrage : Adam Kearns Kim Hong-lae | Arbitrage : Adam Kearns Kim Hong-lae |

| 9 juin  | Belgique                | 2 - 3   | Angleterre                            | Kyocera Stadion                           |                                           |
| 19 h 45 | Briels 13e · Cosyns 63e | (1 - 1) | Catlin 19e · Jackson 39e · Lewers 66e | Arbitrage : Christian Blasch Simon Taylor | Arbitrage : Christian Blasch Simon Taylor |
| 19 h 45 |                         | Rapport | Brogdon 34e                           | Arbitrage : Christian Blasch Simon Taylor | Arbitrage : Christian Blasch Simon Taylor |

### Poule B
qualifié pour les demi-finales
| Rang | Équipe           | Pts | J | V | N | P | BP | BC | Diff |
| ---- | ---------------- | --- | - | - | - | - | -- | -- | ---- |
| 1    | Pays-Bas         | 13  | 5 | 4 | 1 | 0 | 14 | 4  | +10  |
| 2    | Argentine        | 12  | 5 | 4 | 0 | 1 | 15 | 5  | +10  |
| 3    | Allemagne        | 9   | 5 | 3 | 0 | 2 | 15 | 6  | +9   |
| 4    | Nouvelle-Zélande | 7   | 5 | 2 | 1 | 2 | 12 | 10 | +2   |
| 5    | Corée du Sud     | 1   | 5 | 0 | 1 | 4 | 3  | 15 | -12  |
| 6    | Afrique du Sud   | 1   | 5 | 0 | 1 | 4 | 2  | 21 | -19  |

- Tous les horaires de matchs sont données à l'horaire local

| 1er juin | Allemagne                                               | 4 - 0   | Afrique du Sud | Kyocera Stadion                      |                                      |
| 10 h 30  | Zeller 27e · Stralkowski 35e · Grambusch 56e · Korn 59e | (2 - 0) |                | Arbitrage : Tim Pullman Raghu Prasad | Arbitrage : Tim Pullman Raghu Prasad |
| 10 h 30  |                                                         | Rapport | Panther 53e    | Arbitrage : Tim Pullman Raghu Prasad | Arbitrage : Tim Pullman Raghu Prasad |

| 1er juin | Pays-Bas                                     | 3 - 1   | Argentine            | Kyocera Stadion                       |                                       |
| 16 h 00  | Verga 26e · van der Weerden 40e · Hofman 50e | (1 - 1) | Peillat 33e          | Arbitrage : Hamish Jamson Adam Kearns | Arbitrage : Hamish Jamson Adam Kearns |
| 16 h 00  |                                              | Rapport | Rey 18e · Brunet 44e | Arbitrage : Hamish Jamson Adam Kearns | Arbitrage : Hamish Jamson Adam Kearns |

| 1er juin | Nouvelle-Zélande         | 2 - 1   | Corée du Sud      | GreenFields Stadium                   |                                       |
| 17 h 30  | Edwards 1e · Burrows 69e | (1 - 0) | Kim Seong-kyu 64e | Arbitrage : Javed Shaikh Paco Vázquez | Arbitrage : Javed Shaikh Paco Vázquez |
| 17 h 30  | Inglis 34e · Panchia 60e | Rapport | Hyun Hye-sung 32e | Arbitrage : Javed Shaikh Paco Vázquez | Arbitrage : Javed Shaikh Paco Vázquez |

| 3 juin  | Afrique du Sud | 0 - 5   | Nouvelle-Zélande                                 | GreenFields Stadium                    |                                        |
| 14 h 30 |                | (0 - 3) | M. Child 4e · Hayward 15, 17, 54e · McAleese 52e | Arbitrage : Nathan Stagno Paco Vázquez | Arbitrage : Nathan Stagno Paco Vázquez |
| 14 h 30 | Smith 43e      | Rapport | Inglis 33e · McAleese 44e                        | Arbitrage : Nathan Stagno Paco Vázquez | Arbitrage : Nathan Stagno Paco Vázquez |

| 3 juin  | Allemagne                          | 0 - 1   | Argentine     | Kyocera Stadion                       |                                       |
| 16 h 00 |                                    | (0 - 1) | Brunet 31e    | Arbitrage : Hamish Jamson Tim Pullman | Arbitrage : Hamish Jamson Tim Pullman |
| 16 h 00 | Hauke 20e · Rabente 22e · Fürk 58e | Rapport | Barreiros 51e | Arbitrage : Hamish Jamson Tim Pullman | Arbitrage : Hamish Jamson Tim Pullman |

| 3 juin  | Pays-Bas                         | 2 - 1   | Corée du Sud                         | Kyocera Stadion                        |                                        |
| 19 h 45 | Hertzberger 21e · Kempermann 69e | (1 - 1) | Nam Hyun-woo 5e                      | Arbitrage : Martin Madden Raghu Prasad | Arbitrage : Martin Madden Raghu Prasad |
| 19 h 45 | Kemperman 52e                    | Rapport | Lee Seung-hoon 35e · Oh Dae-keun 56e | Arbitrage : Martin Madden Raghu Prasad | Arbitrage : Martin Madden Raghu Prasad |

| 6 juin  | Nouvelle-Zélande | 1 - 3   | Argentine               | Kyocera Stadion                          |                                          |
| 13 h 00 | Jenness 49e      | (0 - 0) | Peillat 44, 51, 63e     | Arbitrage : Martin Madden Marcin Grochal | Arbitrage : Martin Madden Marcin Grochal |
| 13 h 00 | Burrows 28e      | Rapport | Menini 26e · Ibarra 65e | Arbitrage : Martin Madden Marcin Grochal | Arbitrage : Martin Madden Marcin Grochal |

| 6 juin  | Corée du Sud                        | 0 - 0   | Afrique du Sud               | GreenFields Stadium                  |                                      |
| 17 h 30 |                                     | (0 - 0) |                              | Arbitrage : Javed Shaikh Adam Kearns | Arbitrage : Javed Shaikh Adam Kearns |
| 17 h 30 | Kim Seong-kyu 37e · You Hyo-sik 67e | Rapport | Robinson 37e · Tsolekile 56e | Arbitrage : Javed Shaikh Adam Kearns | Arbitrage : Javed Shaikh Adam Kearns |

| 6 juin  | Allemagne | 0 - 1   | Pays-Bas                        | Kyocera Stadion                       |                                       |
| 19 h 45 |           | (0 - 1) | Hertzberger 19e                 | Arbitrage : Nathan Stagno John Wright | Arbitrage : Nathan Stagno John Wright |
| 19 h 45 | Korn 4e   | Rapport | Verga 25e · van der Weerden 68e | Arbitrage : Nathan Stagno John Wright | Arbitrage : Nathan Stagno John Wright |

| 8 juin  | Nouvelle-Zélande    | 3 - 5   | Allemagne                                          | Kyocera Stadion                          |                                          |
| 10 h 30 | Hayward 34, 67, 70e | (1 - 3) | Fuchs 2e · Zwicker 31, 40e · Zeller 35e · Fürk 57e | Arbitrage : Marcin Grochal Hamish Jamson | Arbitrage : Marcin Grochal Hamish Jamson |
| 10 h 30 | Child 35e           | Rapport | Rühr 8e · Rabente 63e                              | Arbitrage : Marcin Grochal Hamish Jamson | Arbitrage : Marcin Grochal Hamish Jamson |

| 8 juin  | Corée du Sud | 0 - 5   | Argentine                                           | Kyocera Stadion                       |                                       |
| 13 h 00 |              | (0 - 4) | Peillat 4, 7, 20e · L. Vila 12e · Schickendantz 54e | Arbitrage : Tim Pullman Martin Madden | Arbitrage : Tim Pullman Martin Madden |
| 13 h 00 |              | Rapport | Ibarra 15e · Brunet 15e                             | Arbitrage : Tim Pullman Martin Madden | Arbitrage : Tim Pullman Martin Madden |

| 8 juin  | Afrique du Sud   | 1 - 7   | Pays-Bas                                                                               | Kyocera Stadion                       |                                       |
| 19 h 45 | Reid-Ross 62e    | (0 - 4) | van Ass 4e · Verga 10e · Hertzberger 23e · Kempermann 33, 38e · Bakker 41e · Baart 66e | Arbitrage : Paco Vázquez Javed Shaikh | Arbitrage : Paco Vázquez Javed Shaikh |
| 19 h 45 | Norris-Jones 56e | Rapport |                                                                                        | Arbitrage : Paco Vázquez Javed Shaikh | Arbitrage : Paco Vázquez Javed Shaikh |

| 10 juin | Argentine                                          | 5 - 1   | Afrique du Sud          | Kyocera Stadion                         |                                         |
| 10 h 30 | Menini 20e · Peillat 25, 61e · L. Vila 49, 63e     | (2 - 0) | Panther 57e             | Arbitrage : Marcin Grochal Paco Vázquez | Arbitrage : Marcin Grochal Paco Vázquez |
| 10 h 30 | Paredes 13e 47e · Rey 38e · Lopez 41e · Brunet 44e | Rapport | Halkett 7e · Madsen 13e | Arbitrage : Marcin Grochal Paco Vázquez | Arbitrage : Marcin Grochal Paco Vázquez |

| 10 juin | Allemagne                                                               | 6 - 1   | Corée du Sud      | Kyocera Stadion                       |                                       |
| 13 h 00 | Wesley 19e · Fürk 22e · Zwicker 32e · Fuchs 60e · Korn 65e · Zeller 70e | (3 - 0) | Nam Hyun-woo 51e  | Arbitrage : Nathan Stagno Adam Kearns | Arbitrage : Nathan Stagno Adam Kearns |
| 13 h 00 | Müller 25e                                                              | Rapport | Jang Jonghyun 33e | Arbitrage : Nathan Stagno Adam Kearns | Arbitrage : Nathan Stagno Adam Kearns |

| 10 juin | Nouvelle-Zélande | 1 - 1   | Pays-Bas | Kyocera Stadion                         |                                         |
| 19 h 45 | Child 63e        | (0 - 1) | Verga 8e | Arbitrage : Hamish Jamson Gary Simmonds | Arbitrage : Hamish Jamson Gary Simmonds |
| 19 h 45 | Rapport          |         |          | Arbitrage : Hamish Jamson Gary Simmonds | Arbitrage : Hamish Jamson Gary Simmonds |

## Matchs de classement
| 11/12e place    | Malaisie                             | 2 - 6   | Afrique du Sud                                                     | Kyocera Stadion                              |                                              |
| 12 juin 13 h 30 | Ashari 26e · Abdullah 70e            | (1 - 0) | Reid-Ross 43, 45, 48e · Norris-Jones 50e · Smith 64e · de Voux 69e | Arbitrage : Javed Shaikh Roderick Wijsmuller | Arbitrage : Javed Shaikh Roderick Wijsmuller |
| 12 juin 13 h 30 | Ahmad 32e · Jali 39e · Mohd Noor 46e | Rapport |                                                                    | Arbitrage : Javed Shaikh Roderick Wijsmuller | Arbitrage : Javed Shaikh Roderick Wijsmuller |

| 9/10e place    | Inde                           | 3 - 0   | Corée du Sud     | Kyocera Stadion                             |                                             |
| 14 juin 8 h 30 | A. Singh 6, 50e · R. Singh 42e | (1 - 0) |                  | Arbitrage : Adam Kearns (AUS) Roel van Eert | Arbitrage : Adam Kearns (AUS) Roel van Eert |
| 14 juin 8 h 30 | G. Singh 54e                   | Rapport | Lee Seung-il 11e | Arbitrage : Adam Kearns (AUS) Roel van Eert | Arbitrage : Adam Kearns (AUS) Roel van Eert |

| 7/8e place     | Espagne                 | 1 - 1             | Nouvelle-Zélande                  | Kyocera Stadion                      |                                      |
| 15 juin 8 h 30 | Lleonart 54e            | (0 - 1)           | Russell 30e                       | Arbitrage : Tim Pullman Kim Hong-lae | Arbitrage : Tim Pullman Kim Hong-lae |
| 15 juin 8 h 30 |                         | Rapport           | Child 52e ·                       | Arbitrage : Tim Pullman Kim Hong-lae | Arbitrage : Tim Pullman Kim Hong-lae |
| 15 juin 8 h 30 | Freixa · Alegre · Oliva | Tirs au but 1 - 4 | Inglis · Hilton · Edwards · Child | Arbitrage : Tim Pullman Kim Hong-lae | Arbitrage : Tim Pullman Kim Hong-lae |

| 5/6e place      | Belgique                                            | 4 - 2   | Allemagne                              | Kyocera Stadion                               |                                               |
| 15 juin 10 h 45 | Boon 25e · Cosyns 40e · Van Aubel 59e · Dockier 65e | (1 - 1) | Zeller 18e · Fuchs 56e                 | Arbitrage : German Montes de Oca Paco Vasquez | Arbitrage : German Montes de Oca Paco Vasquez |
| 15 juin 10 h 45 | Cosyns 51e · Charlier 62e                           | Rapport | Zwicker 31e · Müller 40e · Rabente 43e | Arbitrage : German Montes de Oca Paco Vasquez | Arbitrage : German Montes de Oca Paco Vasquez |

## Phase finale
|  | Demi-finales  | Demi-finales  |                        |   | Finale        | Finale        |
|  | Demi-finales  | Demi-finales  |                        |   | Finale        | Finale        |
|  |               |               |                        |   |               |               |
|  | 13 Juin 18h00 | 13 Juin 18h00 |                        |   | 15 Juin 15h15 | 15 Juin 15h15 |
|  | 13 Juin 18h00 | 13 Juin 18h00 |                        |   | 15 Juin 15h15 | 15 Juin 15h15 |
|  | Australie     | 5             |                        |   | 15 Juin 15h15 | 15 Juin 15h15 |
|  | Australie     | 5             |                        |   | 15 Juin 15h15 | 15 Juin 15h15 |
|  | Argentine     | 1             |                        |   | 15 Juin 15h15 | 15 Juin 15h15 |
|  | Argentine     | 1             | Australie              | 6 |               |               |
|  | 13 Juin 15h15 |               | Australie              | 6 |               |               |
|  |               | Pays-Bas      | 1                      |   |               |               |
|  | Pays-Bas      | Pays-Bas      | 1                      | 1 |               |               |
|  | Pays-Bas      |               |                        | 1 |               |               |
|  | Angleterre    | 0             |                        |   |               |               |
|  | Angleterre    | 0             | Match pour la 3e place |   |               |               |
|  |               |               |                        |   |               |               |
|  | 15 Juin 12h30 |               |                        |   |               |               |
|  |               |               |                        |   |               |               |
|  | Argentine     | 2             |                        |   |               |               |
|  | Argentine     | 2             |                        |   |               |               |
|  | Angleterre    | 0             |                        |   |               |               |
|  | Angleterre    | 0             |                        |   |               |               |

### Demi-finales
| 13 juin | Australie                                                | 5 - 1   | Argentine   | Kyocera Stadion                         |                                         |
| 18 h 00 | Govers 4e · Hayward 22, 55e · Whetton 33e · Ciriello 49e | (3 - 0) | Peillat 58e | Arbitrage : Hamish Jamson Gary Simmonds | Arbitrage : Hamish Jamson Gary Simmonds |
| 18 h 00 | Dwyer 38e                                                |         |             | Arbitrage : Hamish Jamson Gary Simmonds | Arbitrage : Hamish Jamson Gary Simmonds |

| 13 juin | Pays-Bas            | 1 - 0      | Angleterre | Kyocera Stadion                           |                                           |
| 15 h 15 | van der Weerden 31e | (1 - 0)    |            | Arbitrage : Christain Blasch Simon Taylor | Arbitrage : Christain Blasch Simon Taylor |
| 15 h 15 |                     | Lewers 18e |            | Arbitrage : Christain Blasch Simon Taylor | Arbitrage : Christain Blasch Simon Taylor |

### Petite finale
| 15 juin | Argentine                              | 2 - 0   | Angleterre | Kyocera Stadion                          |                                          |
| 12 h 30 | Paredes 55, 56e                        | (0 - 0) |            | Arbitrage : Marcin Grochal Martin Madden | Arbitrage : Marcin Grochal Martin Madden |
| 12 h 30 | Martinez 32e · Menini 43e · M. Rey 64e | Rapport | Hoare 63e  | Arbitrage : Marcin Grochal Martin Madden | Arbitrage : Marcin Grochal Martin Madden |

### Finale
| 15 juin | Australie                                                  | 6 - 1   | Pays-Bas                    | Kyocera Stadion                       |                                       |
| 15 h 15 | Ciriello 20, 47, 53e · Govers 24e · Turner 37e · Dwyer 64e | (2 - 1) | Hertzberger 14e             | Arbitrage : John Wright Nathan Stagno | Arbitrage : John Wright Nathan Stagno |
| 15 h 15 | Turner 41e · Orchard 50e · Hammond 57e                     | Rapport | de Wijn 41e · Kemperman 50e | Arbitrage : John Wright Nathan Stagno | Arbitrage : John Wright Nathan Stagno |

## Classement final
| Rang               | Équipe           |
| ------------------ | ---------------- |
| Médaille d'or      | Australie        |
| Médaille d'argent  | Pays-Bas         |
| Médaille de bronze | Argentine        |
| 4                  | Angleterre       |
| 5                  | Belgique         |
| 6                  | Allemagne        |
| 7                  | Nouvelle-Zélande |
| 8                  | Espagne          |
| 9                  | Inde             |
| 10                 | Corée du Sud     |
| 11                 | Afrique du Sud   |
| 12                 | Malaisie         |